# 安娜·埃伦特
安娜·埃伦特（德語：Anna Elendt，2001年9月4日—）来自黑森州德赖艾希，是一名德国女子游泳运动员，主攻蛙泳她的祖父母都曾从事游泳运动，她也受到家人的影响开始练习游泳。最初她在朗根的一家俱乐部训练，后来她移居至达姆施塔特，师从Alexander Kreisel教练，一段时间后她再移居至法兰克福就读当地的高中。2020年，她正式加入德克薩斯大學奧斯汀分校，并开始代表该校校队参加美国校际比赛。